# Albumy numer jeden w roku 1952 (USA)
Lista najlepiej sprzedających się albumów w Stanach Zjednoczonych w 1952 tworzona przez magazyn Billboard.

## Historia notowania
| Data publikacji | Album                             | Artysta           |
| --------------- | --------------------------------- | ----------------- |
| 5 stycznia      | Mario Lanza Sings Christmas Songs | Mario Lanza       |
| 12 stycznia     | An American in Paris              | Ścieżka dźwiękowa |
| 19 stycznia     | An American in Paris              | Ścieżka dźwiękowa |
| 26 stycznia     | An American in Paris              | Ścieżka dźwiękowa |
| 2 lutego        | An American in Paris              | Ścieżka dźwiękowa |
| 9 lutego        | An American in Paris              | Ścieżka dźwiękowa |
| 16 lutego       | An American in Paris              | Ścieżka dźwiękowa |
| 23 lutego       | An American in Paris              | Ścieżka dźwiękowa |
| 1 marca         | An American in Paris              | Ścieżka dźwiękowa |
| 8 marca         | An American in Paris              | Ścieżka dźwiękowa |
| 15 marca        | An American in Paris              | Ścieżka dźwiękowa |
| 22 marca        | I'll See You in My Dreams         | Doris Day         |
| 29 marca        | An American in Paris              | Ścieżka dźwiękowa |
| 5 kwietnia      | An American in Paris              | Ścieżka dźwiękowa |
| 12 kwietnia     | An American in Paris              | Ścieżka dźwiękowa |
| 19 kwietnia     | An American in Paris              | Ścieżka dźwiękowa |
| 26 kwietnia     | An American in Paris              | Ścieżka dźwiękowa |
| 3 maja          | An American in Paris              | Ścieżka dźwiękowa |
| 10 maja         | With a Song in My Heart           | Jane Froman       |
| 17 maja         | With a Song in My Heart           | Jane Froman       |
| 24 maja         | With a Song in My Heart           | Jane Froman       |
| 31 maja         | With a Song in My Heart           | Jane Froman       |
| 7 czerwca       | With a Song in My Heart           | Jane Froman       |
| 14 czerwca      | With a Song in My Heart           | Jane Froman       |
| 21 czerwca      | With a Song in My Heart           | Jane Froman       |
| 28 czerwca      | With a Song in My Heart           | Jane Froman       |
| 5 lipca         | With a Song in My Heart           | Jane Froman       |
| 12 lipca        | With a Song in My Heart           | Jane Froman       |
| 19 lipca        | With a Song in My Heart           | Jane Froman       |
| 26 lipca        | With a Song in My Heart           | Jane Froman       |
| 2 sierpnia      | With a Song in My Heart           | Jane Froman       |
| 9 sierpnia      | With a Song in My Heart           | Jane Froman       |
| 16 sierpnia     | With a Song in My Heart           | Jane Froman       |
| 23 sierpnia     | With a Song in My Heart           | Jane Froman       |
| 30 sierpnia     | With a Song in My Heart           | Jane Froman       |
| 6 września      | With a Song in My Heart           | Jane Froman       |
| 13 września     | With a Song in My Heart           | Jane Froman       |
| 20 września     | With a Song in My Heart           | Jane Froman       |
| 27 września     | With a Song in My Heart           | Jane Froman       |
| 4 października  | With a Song in My Heart           | Jane Froman       |
| 11 października | With a Song in My Heart           | Jane Froman       |
| 18 października | The Merry Widow                   | Ścieżka dźwiękowa |
| 25 października | The Merry Widow                   | Ścieżka dźwiękowa |
| 1 listopada     | The Merry Widow                   | Ścieżka dźwiękowa |
| 8 listopada     | The Merry Widow                   | Ścieżka dźwiękowa |
| 15 listopada    | Because You're Mine               | Mario Lanza       |
| 22 listopada    | Because You're Mine               | Mario Lanza       |
| 29 listopada    | Liberace At The Piano             | Liberace          |
| 6 grudnia       | Because You're Mine               | Mario Lanza       |
| 13 grudnia      | Because You're Mine               | Mario Lanza       |
| 20 grudnia      | 1937-1938 Jazz Concerto No. 2     | Benny Goodman     |
| 27 grudnia      | 1937-1938 Jazz Concerto No. 2     | Benny Goodman     |